# Marie Remy
Karoline Pauline Marie Remy (geboren am 21. November 1829 in Berlin; gestorben am 26. Februar 1915 ebenda) war eine deutsche Blumen- und Stilllebenmalerin.

## Leben
Remy war die Tochter des Historien- und Porträtmalers  August Remy (1800–1872) und der Ernestine geb. Hermann. Sie wurde von ihrem Vater im Zeichnen unterrichtet und von Hermine Stilke sowie dem Blumen- und Stilllebenmaler Theude Grönland weiter ausgebildet. Nach beendigter Ausbildung reiste sie nach England, Paris, der Schweiz, Tirol und Italien.
1867 gründete sie gemeinsam mit Clara Oenicke, Rosa Petzel und Clara Heinke den Verein der Berliner Künstlerinnen. Einige ihrer Werke besitzt die Nationalgalerie Berlin. Remy erteilte botanischen Zeichenunterricht an dem von Georgiana Archer gegründeten Victoria-Lyzeum und verfasste einige illustrierte Bücher und Malvorlagen. Sie starb am 26. Februar 1915 in ihrer Wohnung in der Landgrafenstraße 7 in der Schöneberger Vorstadt.
Werke von ihr und ihrem Vater waren unter anderem 1866 in der 45. Kunstausstellung in der Königlichen Akademie der Künste in Berlin zu sehen.

## Werke (Drucke)
- Elise Polko: Kinderstube. Sammlung von Citaten und Gedichten über Mütter, Kinder und Erziehung. Mit einem Titelblatt in Farbendruck gemalt von Marie Remy. Frohberg, Leipzig 1872.
- Kennst du das Land? Italienische Blumen und Früchte. Nach der Natur in Gouache gemalt. 5 Lieferungen. Breidenbach & Co., Düsseldorf 1875.
- Marie Remy, Elise Polko: Blumen am Lebenswege. Baumann, Düsseldorf 1879.
- Acht Blumen-Rahmen für Bilder in Visitenkartenformat. Neue Vorlagen für Blumenmalerei. Leipzig 1881.
- Pantographie-Ausgabe der Blumen-Vorlagen auf schwarzem Grund. Winckelmann & Söhne, Berlin 1881.
- Blumengrüsse. Kleine Albumblätter in Farbendruck, nach der Natur in Gouache gemalt. Winckelmann & Söhne, Berlin 1889. (Ausg. m. Versen deutsch. Dichter.)